# Síndico

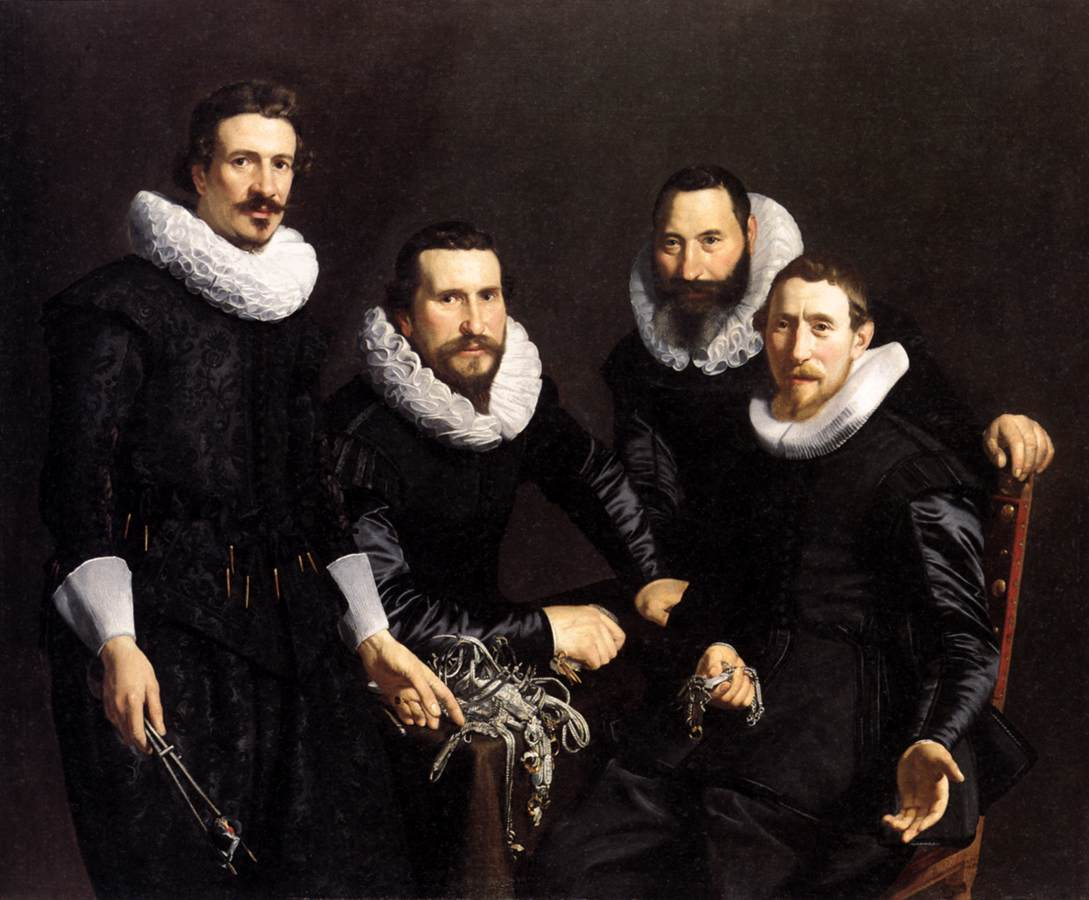
Os síndicos da Guilda dos Ourives de Amsterdã, pintura de Thomas de Keyser, 1627

Síndico é um termo derivado do grego syndikos, que tem várias acepções históricas e contemporâneas. Ao longo do tempo e conforme o local, suas atribuições variaram amplamente, mas geralmente designava uma função privada ou uma magistratura pública de caráter administrativo ou representativo. No Brasil, designa o gestor de um condomínio residencial ou de uma massa falida.

## Origens e consolidação legal
A palavra deriva do termo grego σύνδικος (syndikos), formado pela união de σύν (sin, "com, junto") e δίκη (dike, "justiça"). Na Grécia Antiga designava o primeiro orador num debate, que apresentava os seus termos, mas também era usada para o representante ou advogado de uma instituição, comunidade, cidade ou nação, encarregado de defender suas leis e estatutos ou de pleitear uma causa específica. Como exemplo, Ésquines foi nomeado síndico pelos atenienses para representar seus interesses numa disputa com os délios a respeito da custódia do templo de Delos.
O termo foi traduzido pelos romanos como syndicus, mantendo em linhas gerais a mesma acepção de representante legal, patrono ou defensor de uma cidade ou província diante do Estado. Contudo, as fontes antigas usam o termo em diferentes contextos e as suas funções exatas, tanto na Grécia como na Roma imperial, são objeto de debate entre os pesquisadores contemporâneos.
Na Idade Média o termo foi preservado em vários países. Sua definição legal tornou-se objeto de intenso interesse para os juristas medievais, e a partir do tratado Breviarium extravagantium de Bernardo Balbi (c. 1190) o estudo das suas funções entrou para o cânone jurídico. Por outro lado, a multiplicação de interpretações diferentes deu origem a muita controvérsia, complicando a separação clara das funções de cargos que muitas vezes eram entendidos como equivalentes e outras vezes como distintos, como núncio, procurador, agente, ecônomo, orador, comissário, negociador ou embaixador, a ponto de Henrique de Segúsio declarar, em passagem que se tornou célebre, que "não damos grande ênfase a nomes, pois se um enviado é chamado de procurador, ou síndico, ou ecônomo, ou o rabo, ou mesmo se o nome não é expresso, não interessa, desde que a mente da pessoa que o constituiu saiba o que quis".
O Liber Constitutionum promulgado em 1231 pelo imperador Frederico II legislou sobre a matéria, prevendo que as cidades envolvidas em disputas legais contra indivíduos privados ou pessoas jurídicas deveriam ser representadas por síndicos, expressamente designados para lidar apenas com a causa em disputa. Segundo Beatrice Pasciuta, com esta disposição "Frederico entrou como protagonista no debate doutrinal sobre as características das entidades particulares e das entidades coletivas".
Muitas guildas, corporações e universidades instituíram como seus representantes um grupo de síndicos, cujo colégio era denominado sindicato. Também chamados procuradores, promotores ou núncios, nas universidades faziam parte do corpo governante, envolvidos principalmente com a representação legal e a escrituração de documentos. Conforme o local, também podiam dar assessoria jurídica para o reitor, realizar auditorias ao fim do mandato dos outros oficiais e impor multas por infrações dos Estatutos ou outros delitos. Na Universidade de Bolonha havia três categorias de síndicos: os jurídicos e os administrativos, que integravam o corpo governante, e os regentes de disciplinas, escolhidos entre os estudantes. Os síndicos das guildas, também chamados decanos ou regentes, eram eleitos entre os mestres do ofício e suas funções principais eram supervisionar a administração e auditar os atos dos outros oficiais eleitos ao fim de seus mandatos, mas se envolviam indiretamente em todos os aspectos da sua atividade, defendiam os interesses e privilégios da classe e protegiam os membros da corporação.
Na França, a partir do fim do século XIII tornou-se comum que os municípios instalassem síndicos, eleitos pelos Conselhos Legislativos. Originalmente sua indicação objetivava resolver uma questão específica, que podia ser administrativa, legal, financeira ou representativa, mas a partir do século XIV em muitas cidades se tornou uma magistratura permanente, sendo eleitos para o mandato de um ano e servindo de colaboradores do governo em uma ampla gama de atribuições: obtendo da nobreza feudal direitos para os cidadãos, forçando nobres residentes nas cidades a pagarem impostos, estabelecendo as taxas para os cidadãos, defendendo causas em juízo, fazendo petições, colaborando no planejamento e administração da construção de edifícios, igrejas e fortificações, e outras, embora de modo geral seus atributos se concentrassem nas esferas administrativa e advocatícia. Contudo, seu importante papel no fortalecimento da autonomia das cidades francesas começou a ser erodido a partir do fim do século XIV, quando o processo de concentração do poder nas mãos do rei e seus delegados diretos ganhava impulso.

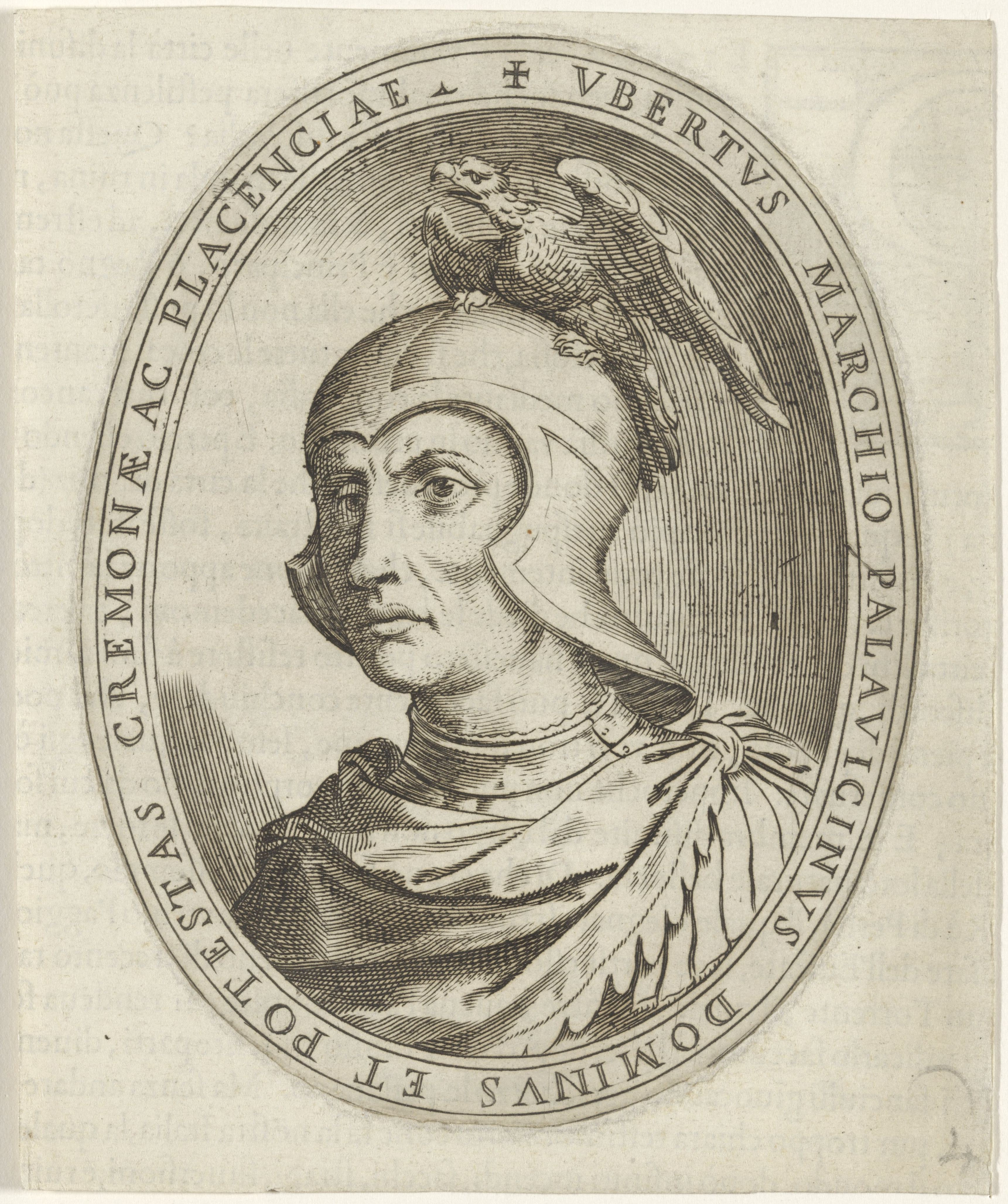
Uberto Pallavicini, condottiero e síndico de Pavia em 1239

Na Itália medieval, enquanto continuava a ser aplicado a representantes legais de igrejas, colégios e outras instituições, o título também foi usado para nomear a principal magistratura eletiva do poder Executivo das comunas e cidades, que podia ser uma magistratura colegiada, com mais de um titular. Em Turim, por exemplo, a função de síndico foi criada em 1433. Inicialmente não havia um número fixo de oficiais, que eram encarregados principalmente de assuntos legais e colaboração na administração cívica, mas no final do século seu número foi fixado em dois e suas atribuições foram ampliadas para se tornarem os chefes do Executivo, tendo também o poder de convocar e presidir o Conselho e representar a cidade nas cerimônias oficiais e nas relações exteriores. Em outras cidades italianas, inspirados nos princípios das visitações eclesiásticas, os síndicos eram principalmente encarregados de uma função inquisitorial, analisando e se necessário corrigindo os atos dos oficiais do Executivo, após a conclusão de seus mandatos e prestação de contas, ou do Judiciário, após as sentenças, garantindo a correta e justa a aplicação das leis, bem como investigando denúncias de corrupção e levando à justiça os infratores.
Em vários municípios da Suíça os síndicos medievais tinham a função de supervisionar a gestão das comunidades e atuar como seus representantes legais. Em Genebra a magistratura foi criada logo após os cidadãos obterem do seu senhor feudal, o príncipe-bispo, o direito de se reunirem em uma assembleia deliberativa, em 1309, que seria a base da formação do Conselho Geral, que elegia quatro síndicos, formando o Pequeno Conselho, que veio a assumir as funções de governo do cantão. Com o progressivo empoderamento dos cidadãos, em 1387 o príncipe-bispo se tornou obrigado a jurar diante do primeiro síndico que manteria as liberdades e franquias da cidade, e em contrapartida, em nome dos cidadãos, o primeiro síndico se comprometia a assisti-lo em tudo que fosse necessário para o bom governo. Essas obrigações mútuas foram formalizadas em uma carta de 1420. Em 1541 um dos síndicos passou a se nomeado para integrar o Consistório, que regulava os assuntos religiosos e a moralidade pública. No antigo Ducado de Saboia a administração civil das vilas e burgos, bem como a administração secular das paróquias, estava nas mãos de um síndico.

## Modernidade

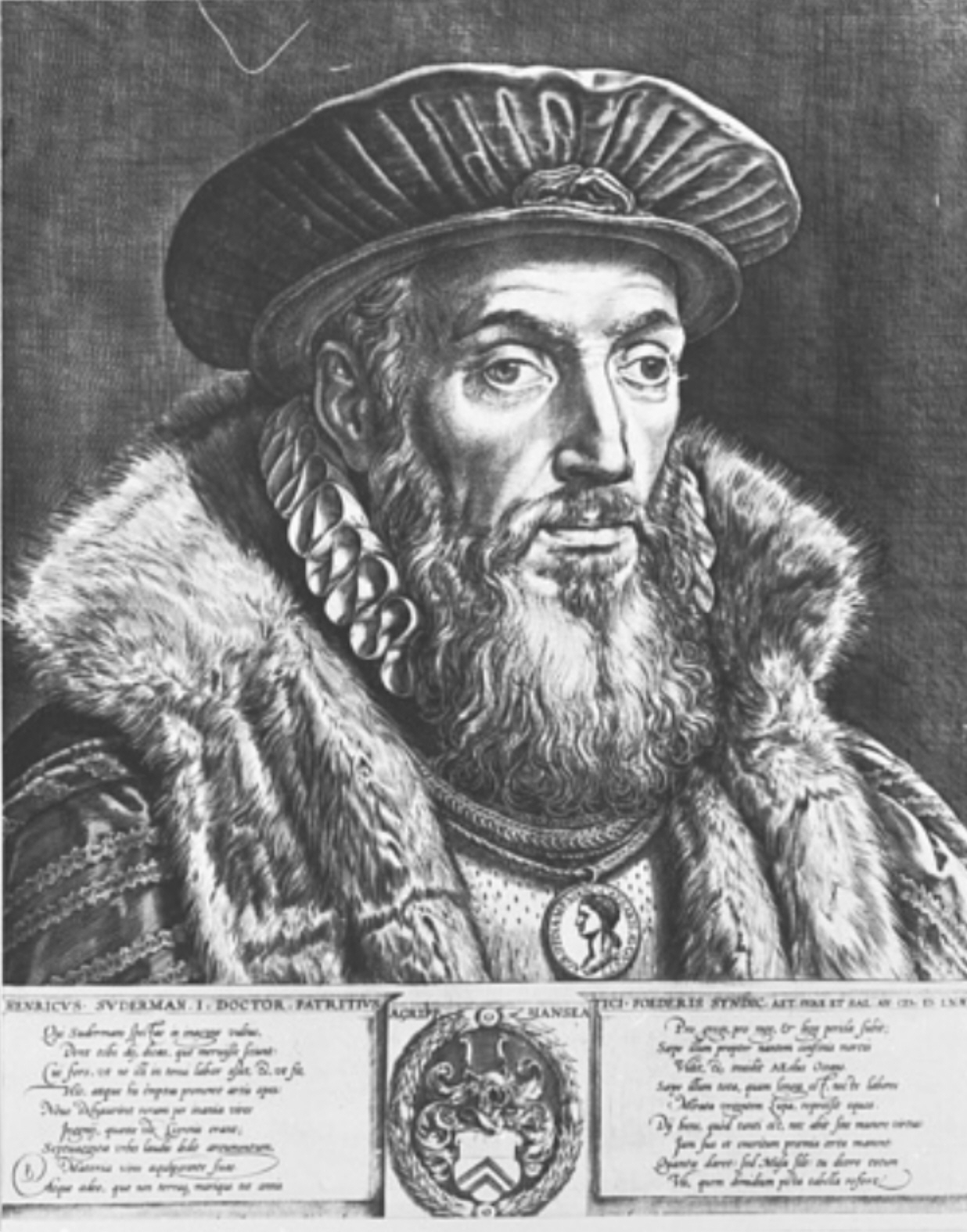
Heinrich Sudermann, primeiro síndico da Liga Hanseática

Ao longo da Idade Moderna a variedade de conceituação continuou, e a crescente complexidade de assuntos que os síndicos eram chamados a abordar, e o caráter muitas vezes permanente ou de longo prazo de seus mandatos, tornou indispensável que síndicos que representavam ou participavam da administração de grandes cidades ou mesmo nações tivessem uma sólida formação jurídica. Em 1556, seguindo o exemplo da cidade de Lübeck, a Liga Hanseática instituiu a magistratura do síndico para lidar com as tensões diplomáticas com os países vizinhos, fortalecer a união entre seus membros e proteger os interesses internacionais da classe mercantil, estando entre suas obrigações preparar um inventário de todos os tratados, privilégios e negociações em vigor, "de modo que uma informação impecável esteja disponível para assistir nas deliberações gerais da Liga. [...] Fará também, recebendo a ajuda necessária das honradas cidades, e até onde estiver dentro de seus poderes, a compilação de uma história ou crônica de como esta associação veio a se formar, como ela cresceu e o que lhe sucedeu em tempo de guerra e de paz". Era ainda obrigado a redigir uma versão clara, coerente e definitiva da lei do mar, para que as cidades tivessem uma orientação unificada em todos os assuntos ligados à navegação. Embora o primeiro síndico não tenha sido capaz de realizar nenhuma dessas tarefas integralmente, e a atuação dos seus sucessores tenha sido prejudicada por vários fatores, segundo Philippe Dollinger a continuidade da magistratura com poucas interrupções até a dissolução da Liga mostra que não foi uma inovação desprovida de vantagens. Na República de Veneza foi instituída a magistratura em 1576, passando a controlar os poderes de governo do doge e da Signoria dentro da capital, assim como os tribunais do cível e do crime, e era deliberadamente entregue a juristas estrangeiros.

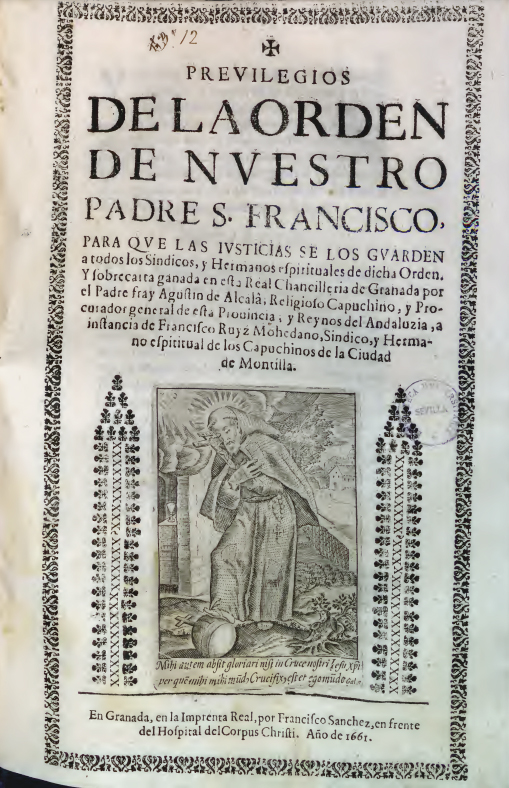
Carta de confirmação dos privilégios e garantias dos síndicos e irmãos espirituais da Ordem Franciscana outorgada pelo rei da Espanha em 1661

Diversas ordens religiosas também instalaram síndicos, cujas funções variavam de instituição para instituição, conforme suas necessidades: podiam assistir no trabalho administrativo dos priores e mestres, supervisionar a interação dos religiosos com os leigos, proteger os direitos da comunidade, dar representação legal em juízo, administrar o patrimônio da ordem e cuidar de todos os assuntos seculares dos mosteiros, igrejas, colégios, orfanatos e outras fundações pias. Também podiam ser indicados síndicos como representantes da ordem onde ela não tivesse uma casa permanente; podiam ser leigos, mas era importante que fossem pessoas conhecidas e respeitadas no lugar, e tinham entre suas funções principais coletar esmolas.
Em alguns municípios o síndico tinha funções policiais, informando secretamente os juízes sobre o que se passava ou sobre as vidas dos habitantes. Em 1651 o rei da França criou síndicos hereditários em todas as guildas e criou Câmaras de Comércio em várias cidades importantes, cujos membros eram chamados de síndicos, sujeitando ao seu controle a atividade de toda a classe mercantil, e mesmo os artesãos e trabalhadores que não estavam filiados a uma guilda foram obrigados a se registrar nas Câmaras. No século XVIII, a maioria das companhias comerciais, universidades e guildas francesas tinha seu síndico, bem como a maioria das cidades das províncias de Provença e Languedoc, encarregados de supervisionar e fiscalizar sua atividade, representá-las legalmente e servirem de corregedores da sua atividade. Síndicos também eram instituídos por indivíduos privados ou corpos coletivos franceses para advogar causas específicas.

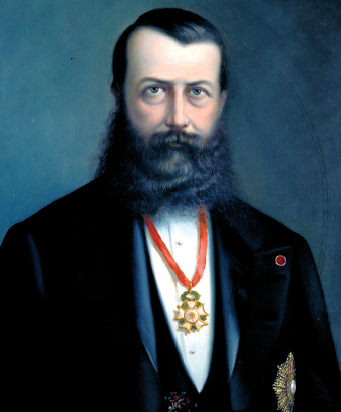
Guillem d'Areny-Plandolit, síndico geral de Andorra em 1866-1867

O termo atravessou o séculos e na contemporaneidade continua sendo usado em diversos países, com variados significados. Em Andorra o presidente do Conselho Geral (o Parlamento) é titulado de síndico geral. 
O síndico é a autoridade máxima do governo e da administração do Vale de Aran, uma comarca da região autônoma da Catalunha. Nos municípios mexicanos os síndicos são os seus representantes legais, com a função de defender seus interesses na justiça, e também são fiscais das contas públicas. No Reino Unido o síndico é uma pessoa que participa da administração de uma universidade ou outra grande organização pública, tomando decisões ou coletando informações, ou é um membro de um comitê que tem essas atribuições. Na Itália o síndico é o chefe do Executivo municipal, de quem depende a indicação dos membros da Junta de Administração, além de ser um membro nato do Conselho e seu presidente em caso de ausência do titular, ou nos casos em que não é previsto um presidente separado.

## Brasil
No Brasil o síndico é o representante de um condomínio residencial nas esferas judiciais e extra-judiciais, além de trabalhar para que a convenção do condomínio seja cumprida, que ele se mantenha bem administrado, e haja uma boa convivência entre os moradores, tendo sua função regulada pelo Código Civil. A escolha é feita na assembleia do condomínio para um mandato de dois anos, com possibilidade de reeleições sucessivas, e não é necessário que o síndico seja um dos condôminos. Na revisão de 2002 do Código entrou em vigor a figura do síndico profissional, quando além de representante e mediador o titular é também o administrador, tornando-se cabível ainda um contrato com uma empresa especializada. A palavra também é aplicada para o administrador de uma massa falida, um equivalente de administrador judicial, tendo sua atuação regulamentada por lei.